# Baluardo

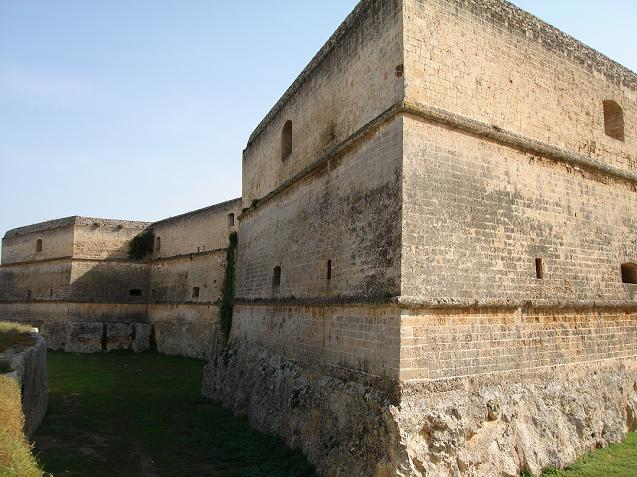
Uno dei quattro bastioni del Castello di Copertino.

Il baluardo, anche noto come bastione, è un elemento difensivo caratteristico della fortificazione alla moderna, sistema difensivo elaborato a partire dal XV-XVI secolo in seguito alla nascita di armi da fuoco. Al contrario delle torri medievali, il baluardo ha la stessa altezza delle mura. Si trovava generalmente agli angoli della fortificazione e poteva avere diverse forme planimetriche (prima circolare, poi poligonale). Il suo scopo era proteggere le cortine (tratti di mura rettilinei), che erano le parti della fortificazione più esposte al tiro e all'attacco dell'assediante, col tiro radente ed incrociato delle artiglierie che erano ospitate al suo interno.

## Etimologia
L'etimologia del baluardo è fatta risalire al germanico bol, bohl (=trave, tavolone) + werk, wert (=costruzione).
Il termine sinonimo 'bastione' ha invece un'etimologia neolatina, essendo un accrescitivo di Bastìa o Bastita (confronta con provenzale Bastida, francese Bastie da cui poi il celebre Bastille); entrambi i termini sono quindi partiti dal significato di fortificazione di tipo campale, provvisorio, per giungere poi ad indicare strutture permanenti in terra o muratura, spesso imponenti per sviluppo e complessità.

## Storia
Il baluardo o bastione compare nei disegni di Francesco di Giorgio Martini, ma la sua forma non si stabilizzò per vari anni. La funzione a cui il suo ideatore lo destinava era quella di ospitare artiglierie per il fuoco di rovescio, cosicché il baluardo spesso veniva a trovarsi escluso dalla protezione delle artiglierie e quindi la sua struttura doveva essere eccezionalmente robusta, ma la sua forma poteva rimanere abbastanza libera; col continuo aumento della potenza di fuoco negli assedi questo sistema divenne rapidamente obsoleto, perciò fu necessario disegnare un baluardo integrato nel sistema del tiro radente delle artiglierie; questo si deve ad architetti militari italiani, tra i quali spiccano Giuliano da Sangallo e Antonio da Sangallo il Vecchio, il cui sistema si impose rapidamente come il sistema italiano per eccellenza, poi Baccio Pontelli, Gian Giacomo dell'Acaya, Michelangelo Buonarroti, ed altri ancora. Queste necessità e la fortuna delle prime opere fortificate dei fratelli Sangallo e dei loro colleghi fece sì che la forma pentagonale si standardizzasse rapidamente, originando quello che viene definito irrigidimento compositivo. In effetti la forma e la funzione del bastione non cambiarono in modo rilevante sino all'opera rivoluzionaria di Marc Henry de Montalembert, che nel 1778 pubblicò il suo lavoro la Fortificazione poligonale, il cui successo negli ambienti militari francesi dell'epoca rivoluzionaria determinò l'obsolescenza e la scomparsa della fortificazione bastionata.

## Forma architettonica del baluardo

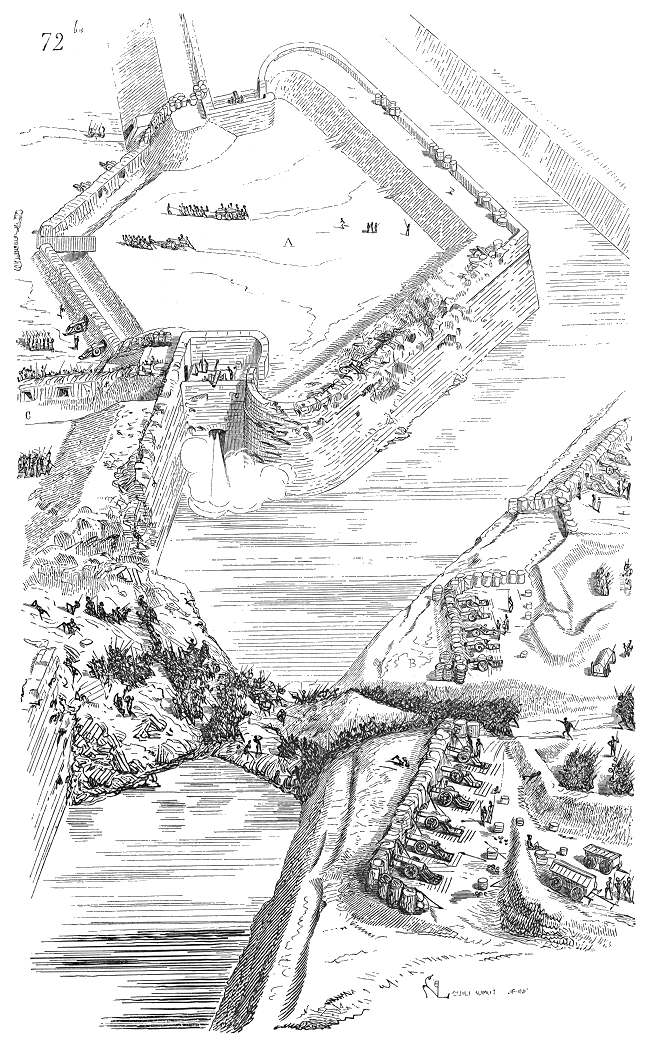
immagine artistica di un bastione durante un assedio scientifico; notare gli orecchioni rotondi che coprono i fianchi, da cui parte il tiro radente a coprire la cortina. La gola del bastione (la sua comunicazione con il resto della fortificazione) è chiusa in previsione di una difesa ad oltranza

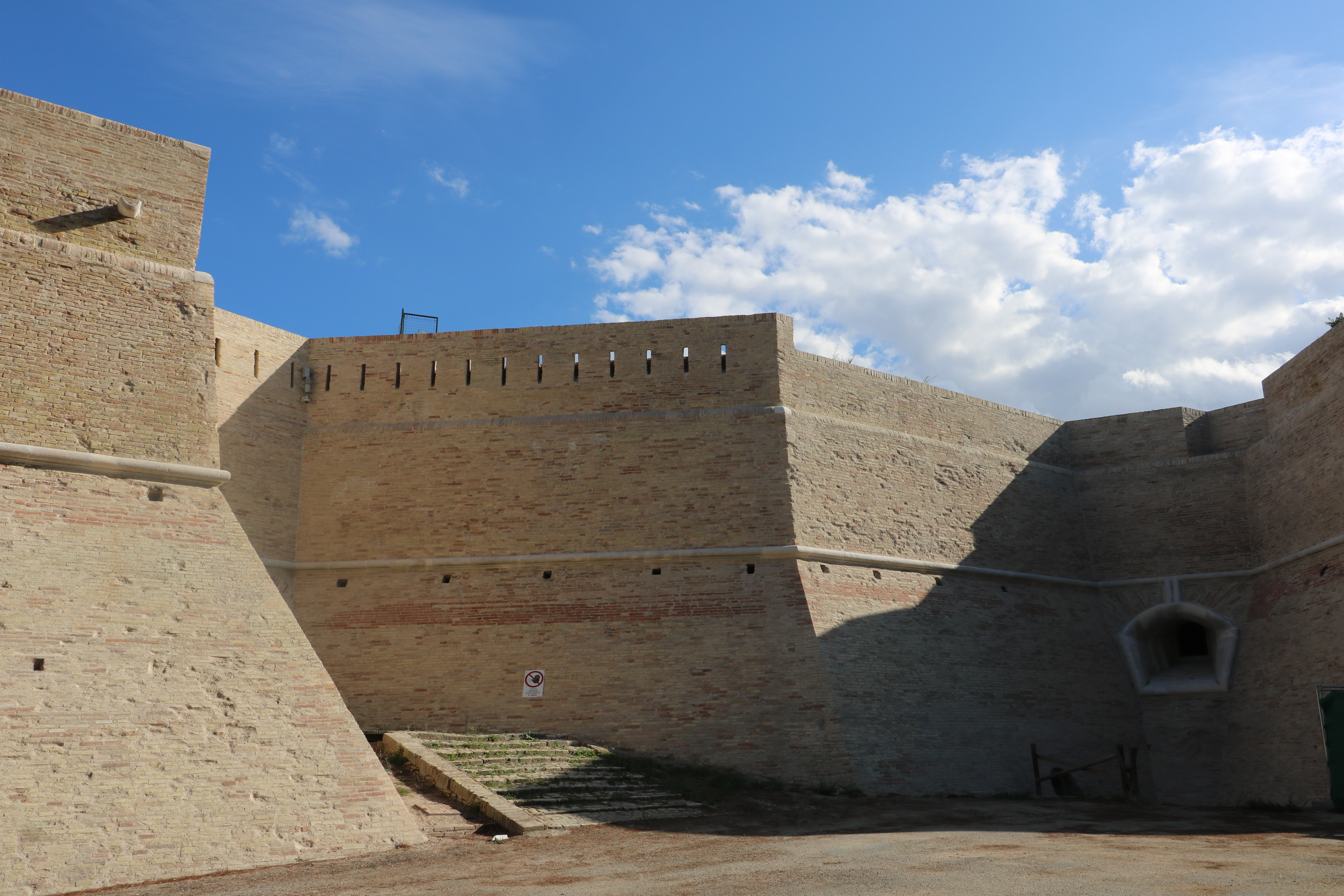
La Cittadella di Ancona (1532), di Antonio da Sangallo il Giovane

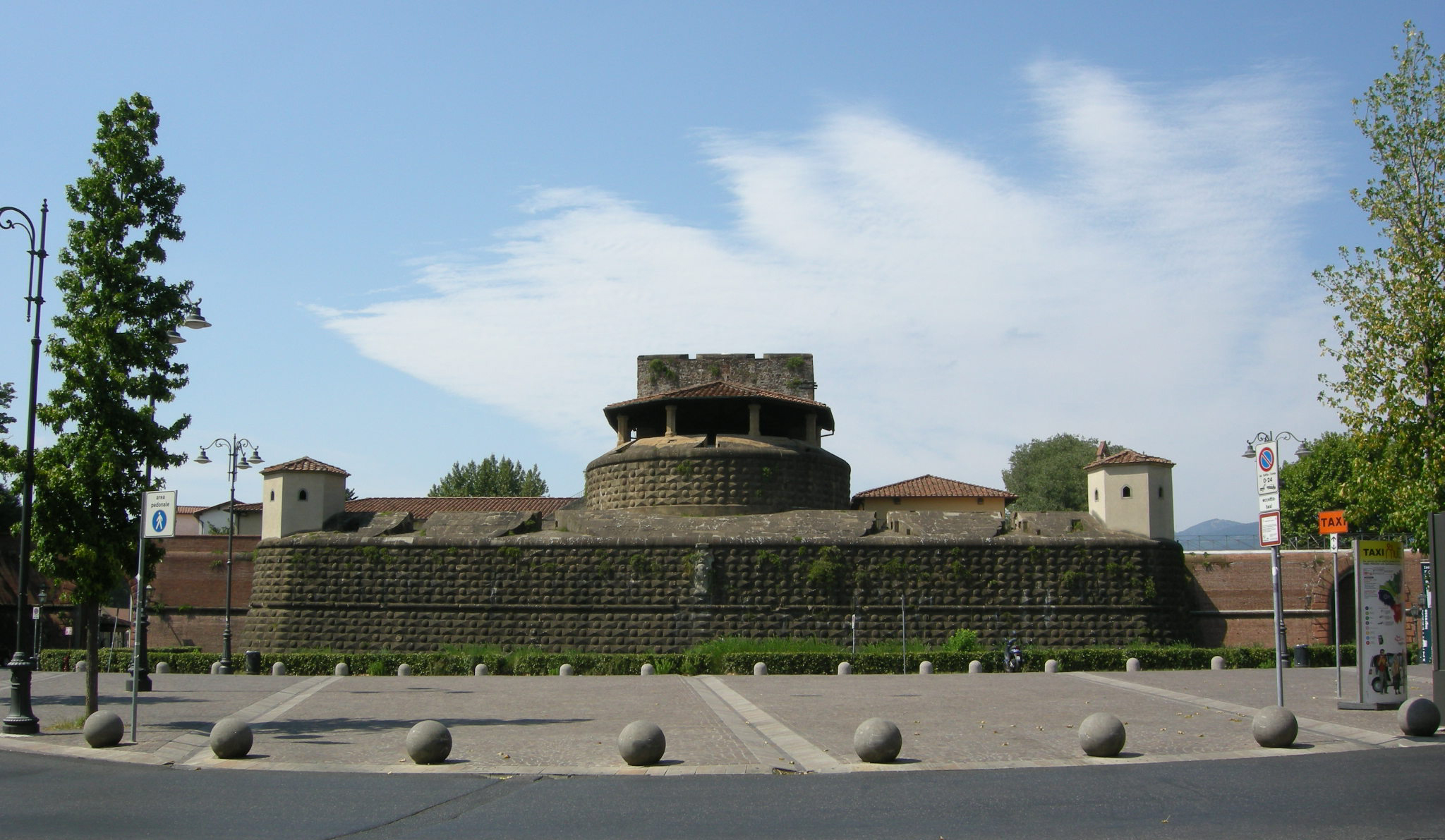
La Fortezza da Basso a Firenze (1534), di Antonio da Sangallo il Giovane

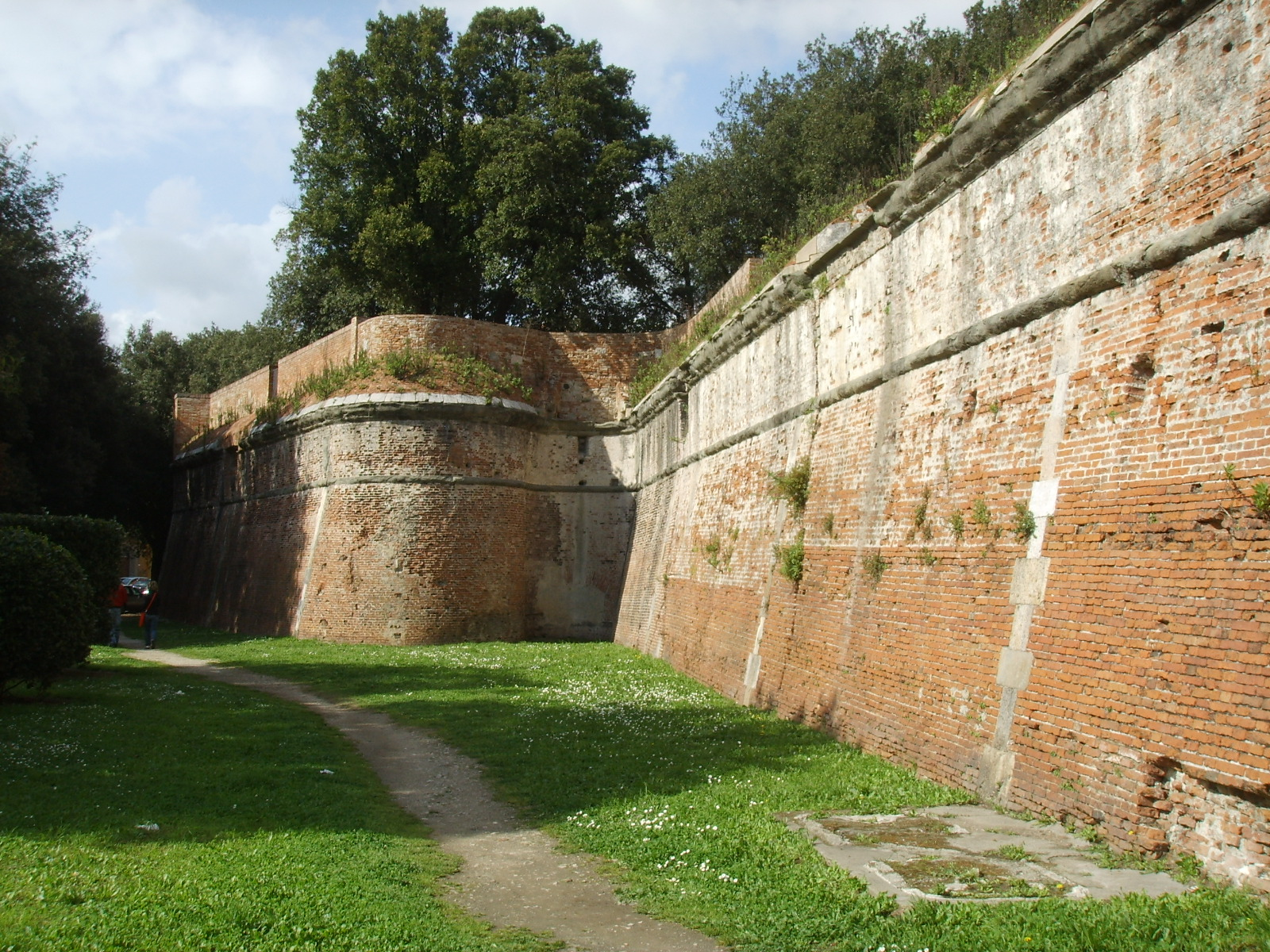
Cittadella Nuova a Pisa (1440-1470), di Giuliano da Sangallo

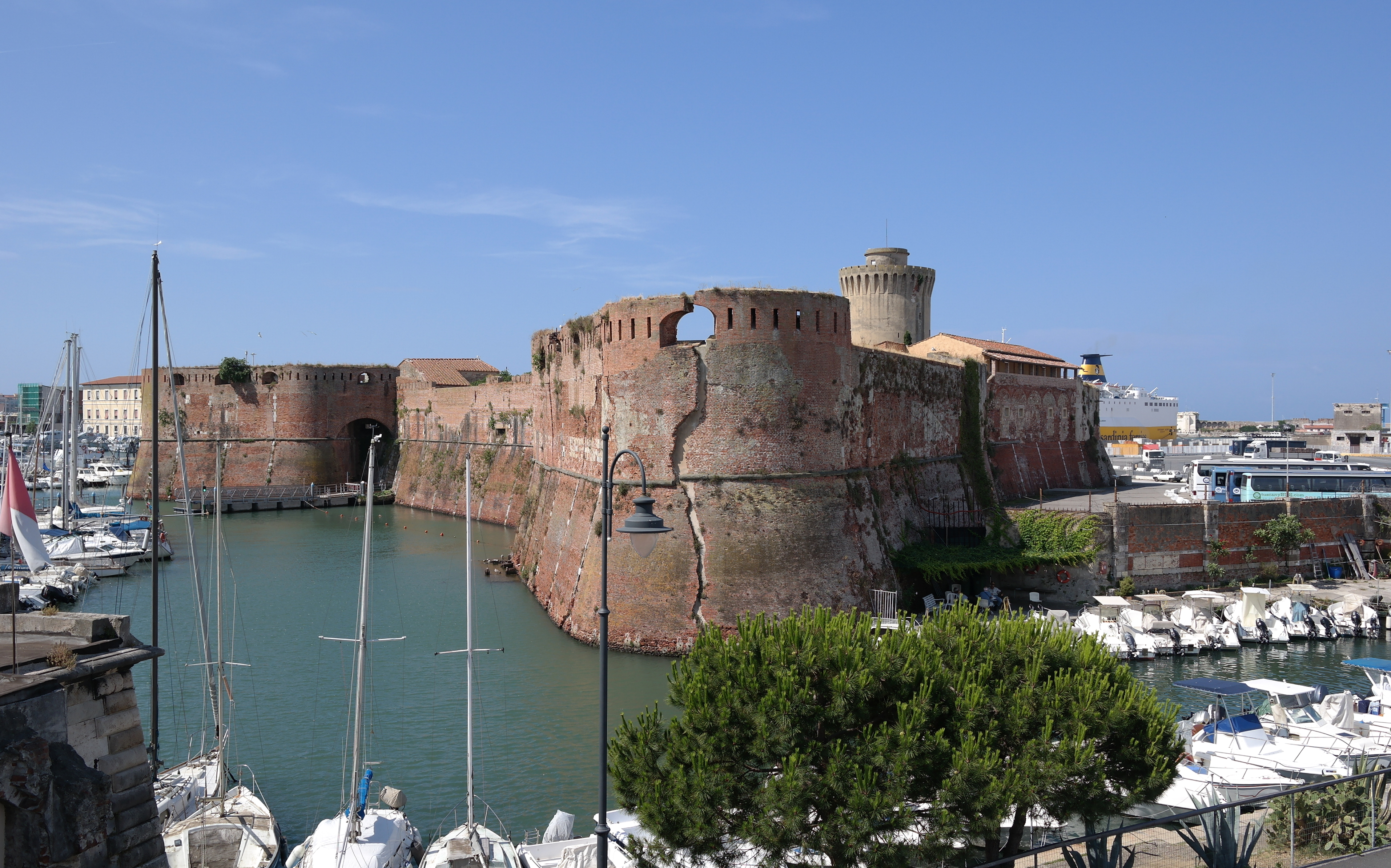
Fortezza Vecchia a Livorno (1519-1534), di Antonio da Sangallo il Vecchio

Il baluardo ai suoi inizi poteva avere diverse forme: si andava da quelli cilindrici a quelli quadrangolari, fino alle torri a punta o a sperone e a mandorla, che offrivano una forte resistenza al fuoco diretto e consentivano una difesa dai lati piuttosto che frontalmente.

### Il modello Sangallesco
Nonostante i Sangallo non possano essere considerati gli inventori del bastione pentagonale è indubbio che le loro fortificazioni, notevolmente omogenee e diffuse in tutta l'Italia centrale, furono le più imitate e portarono, dopo il cosiddetto irrigidimento compositivo, ad uno schema costruttivo che, pur con infinite modifiche, rimase perfettamente riconoscibile per oltre duecento anni. I Sangallo costruirono solo opere in muratura, mentre i bastioni in terra, più bassi e meno elaborati, si diffusero nel nord Europa. Il bastione sangallesco è profondamente integrato in un sistema in cui ogni bastione protegge altri elementi della fortificazione ed è a sua volta protetto da altri. Si descrive di seguito la struttura e la nomenclatura di un tipico bastione sangallesco.
In elevato, una cornice decorativa detta "toro" divide la muratura in una parte inferiore, inclinata verso l'interno e detta "scarpa" e una parte superiore verticale, che funge da parapetto; questa parte è l'unica ad emergere visivamente dal complesso delle opere avanzate, fossati ed opere esterne. La scarpa fronteggia il muro di contenimento del fossato, detto conseguentemente "controscarpa".
In pianta, il bastione è composto da due lati convergenti detti "facce" e da due lati più brevi che si connettono alla cortina, detti "fianchi". Le facce sono generalmente parallele alle linee di tiro dei cannoni preposti alla difesa del bastione, mentre i fianchi ospitano di solito le piazze per le artiglierie che radono la cortina e/o le facce dei bastioni contigui, ma non possono in alcun modo difendere il bastione stesso. Sempre in pianta, la linea che separa il bastione dal resto della fortificazione è detta "gola".
Faccia e fianco del bastione erano collegati da muri rettilinei o da strutture curve dette "orecchioni". A seconda della presenza o meno di questi ultimi il bastione prendeva forme geometriche assimilabili grossolanamente ad un pentagono (senza orecchioni) o ad un asso di picche (con orecchioni). Gli orecchioni, con le loro forme tondeggianti, contribuivano fortemente alla robustezza della struttura, ma facevano lievitare considerevolmente costi e tempi di costruzione.
Le fortificazioni più notevoli dei Sangallo sono le seguenti.
- Giuliano da Sangallo

Fortezza di Poggio Imperiale a Poggibonsi (1488-1511); Fortezza di Sansepolcro (1500); Fortezza Medicea di Arezzo, progettata nel 1502 con il fratello Antonio; Fortezza di Nettuno, dal 1501; Cittadella Nuova a Pisa, la cui realizzazione fu eseguita con la supervisione di Niccolò Machiavelli.
- Antonio da Sangallo il Vecchio

Quattro bastioni di Castel Sant'Angelo in Roma, a partire dal 1495; Forte Sangallo a Civita Castellana; Fortezza Medicea di Arezzo (dal 1502); Fortezza Vecchia di Livorno.
- Antonio da Sangallo il Giovane

Cittadella di Ancona, a pianta stellare a cinque punte (1532); Fortezza da Basso di Firenze, a pianta pentagonale (1534); Rocca Paolina di Perugia (1540); due bastioni inseriti nelle Mura aureliane, uno nei pressi di Porta Cavalleggeri e il secondo detto "Bastione Ardeatino".

### Altre soluzioni
Il punto più facilmente criticabile del bastione così concepito è che la struttura non è in grado di difendersi da sola. Anzi, i suoi muri rettilinei, necessari per consentire la difesa radente che parte da altri bastioni, lo rendono alquanto vulnerabile all'artiglieria. Nonostante la diffusione universale di questa tecnica fortificatoria, esistettero scuole che prevedevano soluzioni diverse per ovviare a questa debolezza. Nella scuola fortificatoria tedesca è diffuso un modello di baluardo a lunetta, con postazioni per il tiro radente, ma anche cannoniere nella muratura esterna, per colpire con un fuoco diretto l'attaccante mentre è ancora lontano dalle mura. Il primo di questi baluardi si trova nell'opera di Albrecht Dürer.

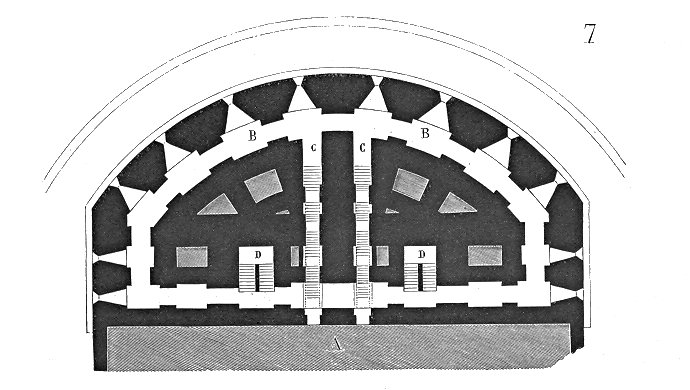
Pianta di un baluardo a Sciaffusa costruito secondo il sistema di Albrecht Dürer

Il baluardo poteva avere una o più piazze per l'artiglieria, con i pezzi in piena vista o protetti da cannoniere, essere attrezzato con altane per poter sorvegliare meglio il fossato, o portare un cavaliere per ospitare artiglierie in posizione rialzata per il tiro in profondità. Se le dimensioni lo permettevano i bastioni potevano essere trasformati in cittadelle indipendenti, con depositi autonomi di munizioni e viveri, cisterne per la raccolta dell'acqua, e così via. Esempi classici di questo sviluppo sono la Fortezza nuova di Livorno e la Cittadella delle mura di Grosseto. A seconda delle esigenze, il baluardo poteva essere costruito in pietra o mattoni, o addirittura essere eretto in terra battuta. Quest'ultima soluzione economica ed efficace conobbe grande fortuna nelle piane acquitrinose delle Fiandre.
Dietro ai baluardi erano posti i traditori, un pezzo d'artiglieria posto all'estrema difesa del fossato.

## Alcuni esempi

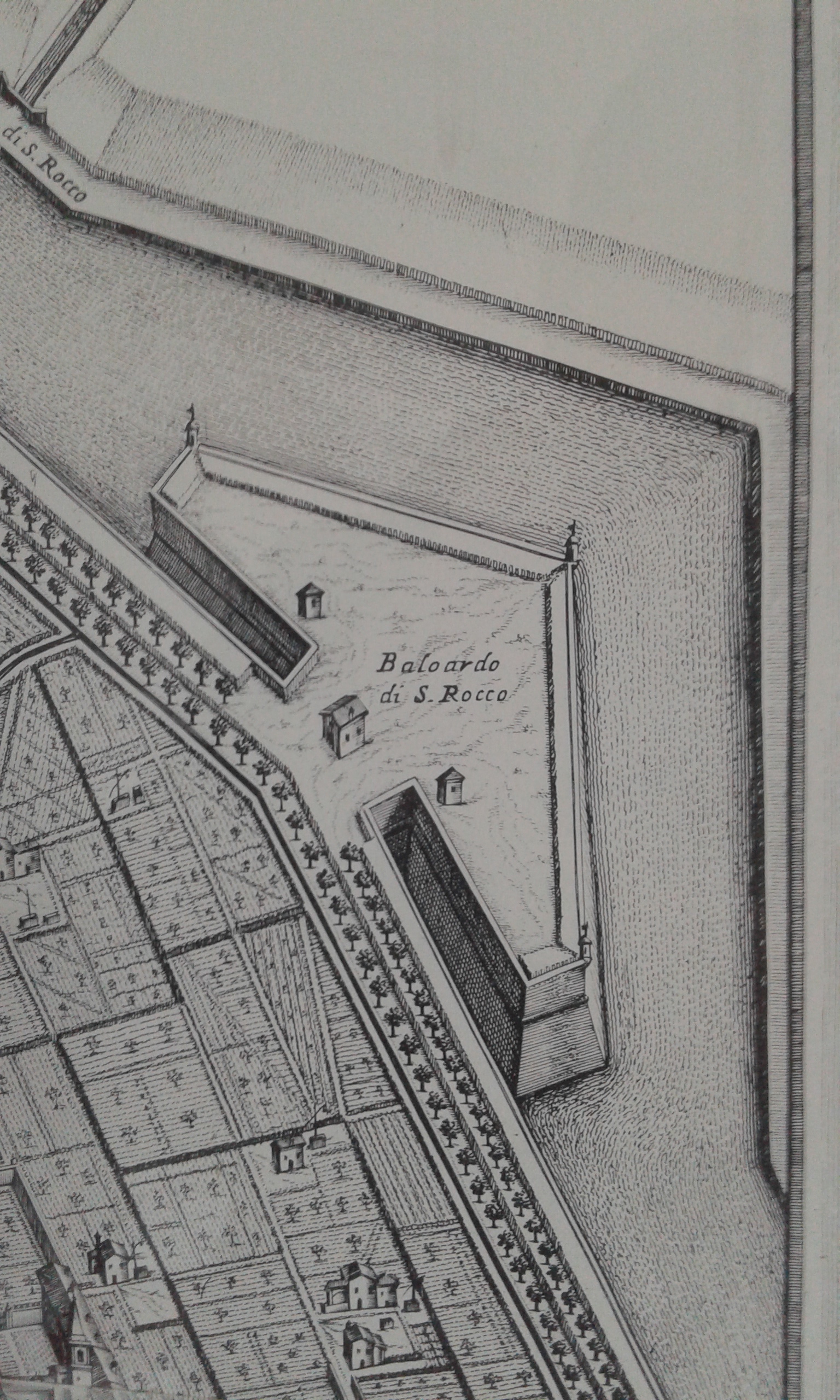
Il Baluardo di San Rocco nelle mura di Ferrara nel 1747

Le fortificazioni bastionate sono sparse un po' in tutta Italia ed Europa. Esempi di baluardo a "mandorla" li troviamo a Vasto, Carovigno, Castel Sant'Angelo, Nardò. Torri cilindriche sono anch'esse eterogeneamente diffuse sul tutto il territorio, ad esempio nei castelli di Crotone, Castello di Acaya, Colle di Val d'Elsa. Baluardi di altra forma si possono invece trovare ad Otranto, Taranto, Firenze, Alghero, Ferrara, Lucca, Bergamo, Napoli, Castello di Copertino, Fortezza Vecchia a Livorno, Gallipoli, nella fortezza e cinta muraria di Poggio Imperiale a Poggibonsi, ecc.
"Baluardi alla moderna" cingono anche le città di nuova fondazione; fra quelle più significative e meglio conservate, Terra del Sole in Romagna, Palmanova in Friuli-Venezia Giulia, ecc.